# Central Falls
La ville de Central Falls est située dans le comté de Providence, dans l'État du Rhode Island, aux États-Unis. Sa population s’élevait à 19 376 habitants lors du recensement de 2010, estimée à 19 359 habitants en 2017.

## Histoire
Fondée en 1730, la ville fut séparée administrativement de Lincoln en 1895.

## Géographie
La municipalité s'étend sur 1,27 mille carré (3,29 km2), dont 1,20 mille carré (3,11 km2) de terres.

## Patrimoine
- Église Saint-Matthieu.

## Source
- (en) Cet article est partiellement ou en totalité issu de l’article de Wikipédia en anglais intitulé « Central Falls, Rhode Island » (voir la liste des auteurs).

1. 1 2  (en) Bureau du recensement des États-Unis, « Population, Housing Units, Area, and Density: 2010 - State -- Place and (in selected states) County Subdivision 2010 Census Summary File 1 », sur factfinder.census.gov (consulté le 15 décembre 2016).